# Identidad corporativa
La identidad corporativa es la explicitación consciente de la autopercepción de una organización (fundamentalmente a los ojos de su dirección). Hace referencia a la identidad en la comunicación organizacional. 
Aunque se trata de un intangible, generalmente se confunde la identidad corporativa con la mal llamada identidad visual corporativa (IVC), que suele documentarse en el también mal llamado manual de identidad corporativa, que normaliza exclusivamente los recursos identificatorios de una organización. 
También es común confundir la identidad corporativa con la imagen corporativa, que es la percepción pública (interna y externa) de una organización.

## Objetivos de la identidad corporativa
- Definir el sentido de la cultura organizacional
- Construir  personalidad corporativa
- Reforzar espíritu de pertenencia y liderazgo
- Impulsar nuevos productos y servicios
- Generar opinión pública favorable
- Optimizar inversiones en comunicación

Los objetivos empresariales forman parte de los elementos que identifican una empresa cogedora: 
- Se conoce a dónde quiere llegar la empresa
- Permiten enfocar los esfuerzos en la misma dirección
- Genera organización, coordinación y control
- Permite implantar estrategias y evaluar resultados
- Deben ser medibles, claros, alcanzables y coherentes

## Historia de la identidad corporativa
En la antiguedad ya se marcaban los productos, los servicios, los establecimientos ylos transportes, los envases, etc. (según explica Eric Satué en "El diseño gráfico: Desde los origenes hasta nuestros días. Editorial Alianza Forma) AEG, era una empresa alemana que intuía la importancia que alcanzaría la coordinación de los elementos vitales de la marca, o lo que seria el espíritu que hoy llamamos corporativo.
Esta idea superaba totalmente la práctica exclusivamente gráfica de la marca, entendió que el diseño no podía limitarse a la concepción gráfica.
Peter Behrens, arquitecto, diseñador industrial, y artista gráfico, Otto Neurath, sociólogo, pensaban que se podía aplicar una concepción unitaria a sus producciones, sus instalaciones y comunicaciones.
En la evolución formal de los signos de la identidad visual se aprecia la tendencia a la mayor pregnancia mediante la simplificación, con el fin de potenciar la lectura rápida y la memorización.
La limpieza de los signos ha sido en aumento como puede apreciarse en las secuencias históricas de los logotipos de diversas marcas cuyos diseños han ido adecuándose a una mayor simplicidad, claridad e inmediatez de lectura, guiados por los progresivos requerimientos de lectura clara y rápida.
La evolución formal no ha terminado, tal como ocurre con todas las manifestaciones formales y culturales a través de la historia. Los procesos de uniformización observados han sido a veces transformados en moda, olvidando los principios perceptivos que los han generado. Y la moda tiene que ser constantemente renovada.

## Estrategias
Acciones específicas para el cumplimento de los objetivos de la empresa. En cuanto a la difusión de la identidad corporativa se utilizan medios grupales, masivos o interpersonales.

### Plan de trabajo
Información que debe contener:
- Definir los objetivos específicos.
- Establecer las metas necesarias para alcanzar cada uno de los objetivos específicos.
- Establecer indicadores que permitan medir el logro de la meta.
- Determinar las actividades que se deben desarrollar.
- Especificar el despacho judicial responsable de llevar a cabo las actividades.
- Si se necesita coordinar la realización de alguna actividad, se debe indicar con cual despacho, institución u organización.

### Plan de acción
El plan de acción es una herramienta que facilita llevar a cabo los fines planteados por una organización, mediante una adecuada definición de objetivos y metas. 
El plan de acción permite organizar y orientar estratégicamente acciones, procesos, instrumentos y recursos disponibles hacia el logro de objetivos y metas. Igualmente, permite definir indicadores que facilitan el seguimiento y evaluación de las acciones y sirven de guía para la toma oportuna de decisiones.

## Identidad visual
La identidad visual se considera como la traducción simbólica de la identidad corporativa de una 
organización, que se concreta con un programa que marca normas de uso para aplicarla correctamente.

### Manual de identidad visual
Un manual de identidad organizacional es un documento en el que se concentra y detalla la 
personalidad de una empresa, en este documento se establecen las variables más convenientes para 
los distintos actores que participan en la organización.
La disponibilidad y acceso al manual de identidad organizacional contribuye al fortalecimiento y consistencia de la organización, dentro del apartado de identidad visual se establecen las normas de uso de una marca, las cuales permitirán diferenciarse de otras.
Dicho manual también permite dar consistencia y unidad a la imagen visual de una empresa, con esto se contribuye directamente al fortalecimiento de la imagen corporativa (apreciación de los clientes). 
En un manual de identidad se pueden establecer elementos fijos y variables, estos últimos se plantean para dar dinamismo a las marcas.
Por tanto contar con un manual de identidad permite a los integrantes de una empresa conocer y aplicar las normas de forma paralela a la identidad corporativa.
Estructura básica de un manual:
- Contenido: este debe ser claro para la localización de temas.

- Uso del documento: define la importancia del conocimiento de este.

- Nombres: establece las distintas formas y diferencias de su manejo: fiscal, comercial e institucional.

- Descripción de la marca: define la estructura y aplicación de cada uno de los elementos que la componen.

- Glosario: en este se describen términos específicos.

De esta manera, el manual de identidad visual sirve de guía para verificar que todas las expresiones en que sea tangible y expresa la aparición de la marca, lo haga reforzando la imagen creada por esta misma. Por ello, en alguno de los apartados del manual es necesario especificar los usos correctos e incorrectos del logotipo, ya que este deberá ser reproducido a una escala determinada, por lo general se describe el tamaño mínimo al que deberá ser reproducido para evitar deformaciones y que este sea apreciable en sus detalles. La escala máxima generalmente no es establecida, ya que es difícil que el logotipo pierda sus propiedades al escalarse a un tamaño mayor, cosa que puede ocurrir al reducirse demasiado. 
Por otra parte debido a que la transferencia no sólo del logotipo sino de otros componentes institucionales, por cuestión del medio en el que se reproduce, llámese gran formato, offset u otros medios. Es necesario especificar alguna versión a escala de grises, que resulta de gran utilidad al momento de transferirse a una tinta, y los colores alternos en los que éste puede ser reproducido para que se respete la imagen que se quiere lograr. Todas estas especificaciones, son necesarias para mantener una consistencia y coherencia en la expresión institucional, a manera de consolidar una imagen firme y fácilmente distinguible por el público.

### Papelería corporativa

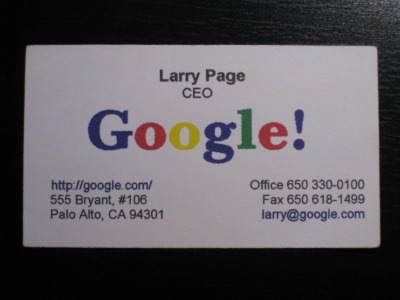
Tarjeta de visita con la identidad corporativa de Google

La identidad visual de una compañía se refleja de manera patente en la papelería corporativa que incluye: 
- Tarjetas de presentación (visita)
- Tarjetón
- Hoja membretada (Con membrete)
- Hoja de cogimiento
- Sobres membretados (y además, bolsas, oficio, carta, radiografía, etc.)
- Carpetas corporativas
- Invitaciones (Juntas)
- Uniformes